# 광교천
광교천은 수원시 장안구 하광교동 하광교소류지에서 시작하여 수원천에 합류하는 하천이다. 길이는 매우 짧으며 계곡이라고 할 수 있을 정도로 폭이 좁은 작은 하천이다. 산책로는 존재하지 않고 하천 둑 위로 도로(광교산로374번길)가 있다.

## 주변
이렇게 작은 마을에 흐르는 작은 하천이기에 주변에 정말 아무것도 없다.
광교산 등산로, 경동어린이집, 광교산 농산물직판장 또는 수원천과 만나기 직전에 있는 교량 위의 하광교 버스정류장만 존재하고 나머지는 가정집이나 논, 밭만 있다.